# 大盗賊
『大盗賊』（だいとうぞく）は1963年（昭和38年）10月26日に公開された日本の時代劇映画。製作は東宝撮影所。配給は東宝。カラー、東宝スコープ。監督は谷口千吉、主演は三船敏郎。
同時上映は『クレージー作戦 くたばれ!無責任』。

## 概要
戦国時代の貿易商人菜屋助左衛門を題材とするが、史実よりもアクションを重視した魔法や仙術も登場する破天荒な冒険活劇となっている。脚本は、特撮作品などを多く手掛けていた木村武（馬淵薫）と関沢新一が共同で執筆した。助左衛門の豪放磊落なキャラクターは、演じる三船敏郎のイメージが反映されている。英題は『LOST WORLD OF SHINBAD』となっており、和製アラビアンナイトを意図したものとされる。
本作品は企画段階で一旦制作が保留されていた。その後、黒澤明の監督作品『赤ひげ』（1965年公開）の制作にあたり三船が長期間拘束されるため、その前に三船の主演作を1本制作することとなっていたが、当初に岡本喜八が監督を務める予定だった作品の脚本が間に合わず、本作品に振り替えられることとなった。本作品の制作が急遽追加されたことにより、特撮班が携わる『海底軍艦』および『モスラ対ゴジラ』の制作に遅れが生じたとされる。
特撮については、同年に映画『マタンゴ』で導入されたオックスベリー社の最新光学合成撮影機「オプチカルプリンター1900シリーズ」が本格的に用いられた。魔法や仙術の描写に合成が多用されたほか、大凧のシーンでも三船をミニチュアセットに合成している。また、船舶の多くはミニチュア特撮で表現されている。
本作品の撮影風景は、アメリカの雑誌『LIFE』の表紙にもなった。
1966年には、本作品とほぼ同じスタッフやキャストによる姉妹作品『奇巌城の冒険』が制作された。

## キャスト
- 呂宋助左衛門[8]：三船敏郎
- 揚藩[8]：佐藤允
- 久米地仙[8]：有島一郎
- 増尾[8]：草笛光子
- 弥々姫[8]：浜美枝
- 洗濯女[8]：若林映子
- 美輪[8]：水野久美
- 宰相[8]：中丸忠雄
- 摺武[8]：田崎潤
- 明国公子：船戸順
- 妖婆：天本英世
- 羅刹王[8]：志村喬
- 大破：砂塚秀夫
- 中破：二瓶正也
- 小破 ：大木正司
- 竜神の市蔵：中山豊
- 老将：小杉義男
- 天笠徳兵衛：富田仲次郎
- 雷神の三造：桐野洋雄
- 看取長：向井淳一郎
- 海神の仁兵衛：堤康久
- 巨人の大入道：金栄珠
- 風神の四郎：鈴木治夫
- 中村哲
- 草川直也
- 野村浩三
- 長谷川弘
- 芝木優子
- 古川緑九
- 島田彰
- 田辺和佳子
- 伊吹新
- 池田生二
- 特別出演：荒川武仙

## スタッフ

### 本編
- 監督：谷口千吉
- 製作：田中友幸、角田健一郎
- 構成：八住利雄
- 脚本：木村武、関沢新一
- 音楽：佐藤勝
- 撮影：斎藤孝雄
- 美術：北猛夫
- 録音：渡会伸
- 照明：隠田紀一
- 編集：黒岩義民
- 監督助手：竹林進
- 製作担当者：根津博
- 整音：下永尚
- 舞踏構成：山本紫朗
- 衣裳デザイン：真木小太郎
- 殺陣：久世竜、棒.サイ技術指導：荒川武仙
- スチール：吉崎松雄
- 現像：東京現像所

### 特殊技術
- 特技監督：円谷英二
- 撮影：有川貞昌、富岡素敬
- 合成：向山宏
- 光学撮影：真野田幸雄
- 光学作画：幸隆生
- 美術：渡辺明
- 照明：岸田九一郎
- 繰演：中代文雄
- 監督助手：中野昭慶
- 製作担当者：小池忠司